# Polygenis atopus
Polygenis atopus är en loppart som först beskrevs av Jordan et Rothschild 1922.  Polygenis atopus ingår i släktet Polygenis och familjen Rhopalopsyllidae. Inga underarter finns listade i Catalogue of Life.